# Jerry Weyer
Jerry Weyer   (4 de gener de 1986) és un polític, activista i advocat luxemburguès. Va actuar com a copresident de la Partits Pirata Internacional juntament amb Grégory Engels des del març de 2010 fins al març de 2011, a més d'ajudar a fundar i servir com a vicepresident del Partit Pirata de Luxemburg.

## Biografia
Weyer va estudiar dret europeu a la Université Robert Schuman i, posteriorment, a la London School of Economics.
Weyer és cofundador del Partit Pirata de Luxemburg (Piratepartei Lëtzebuerg), juntament amb Sven Clement. Weyer va actuar com a vicepresident del partit des de la seva creació, el 4 d'octubre de 2009, fins al 28 d'octubre de 2012. Weyer va dirigir la campanya electoral del partit de cara a les eleccions generals de Luxemburg de 2013, a més de presentar-se com a candidat.
L'1 de març de 2010, Patrick Mächler va deixar el seu càrrec de copresident de la direcció de la Partits Pirata Internacional. Weyer, tot seguit, fou elegit com el seu successor fins que la conferència dels fundadors pogués celebrar-se el 10 d'abril següent, on s'elegirien dues persones pel càrrec. En el transcurs d'aquesta conferència es va elegir a Weyer i a Grégory Engels, convertint-se en els dos primers copresidents elegits de la Partits Pirata Internacional. Weyer ocupà aquest càrrec fins a la següent conferència, celebrada l'1 de març de 2011.
Entre octubre de 2012 i juliol de 2013 Weyer va exercir com a coordinador de l'organització que audita al Parlament de Luxemburg.
Weyer també ha escrit articles per al Pirate Times, exposant que els membres del Partit Pirata arreu del món s'haurien de veure a ells mateixos com a polítics, no només com a activistes.
Actualment viu a Moesdorf, i juntament amb el seu company Sven Clement és cofundador de l'empresa Clement & Weyer Digital Communication Consultants.